# 2013 RG124
2013 RG124, tambem escrito como 2013 RG124, é um objeto transnetuniano que está localizado no disco disperso, uma região do Sistema Solar. O mesmo possui uma magnitude absoluta de 7,31 e tem um diâmetro com cerca de 130 km.

## Descoberta
2013 RG124 foi descoberto no dia 2 de setembro de 2013 pelos astrônomos The Dark Energy Survey.

## Órbita
A órbita de 2013 RG124 tem uma excentricidade de 0,572 e possui um semieixo maior de 91.113 UA. O seu periélio leva o mesmo a uma distância de 38.984 UA em relação ao Sol e seu afélio a 143.24 UA.